# Atentados contra oficinas de aerolíneas en Madrid de 1985
Los atentados contra oficinas de aerolíneas en Madrid de 1985 consistieron en un ataque con armas de fuego y explosivos perpetrado el 1 de julio de 1985 en Madrid, España, tomando como objetivo a las oficinas de las compañías aéreas Trans World Airlines y Alia Royal Jordanian Airlines. Una persona falleció, y veintinueve resultaron heridas de diversa consideración.

## El atentado
La acción terrorista se inició con la detonación de una bomba que, aunque estaba dirigida contra la estadounidense Trans World Airlines, afectó a la británica British Airways, cuyas instalaciones se encontraban en el piso inferior. Como resultado, la explosión mató a una mujer e hirió a 27 personas, la mayoría de ellas de nacionalidad española. Minutos más tarde, dos hombres armados abrían fuego con subfusiles contra la oficina de la jordana Alia Royal Jordanian Airlines, a unos cien metros de distancia del primer escenario de los incidentes, sin provocar muertes pero sí lesiones a dos personas a causa de los cristales rotos. Lanzaron además tres granadas contra el establecimiento, pero no explotaron o fueron desactivadas.
La responsabilidad de los hechos fue inmediatamente asumida en Beirut por una persona áraboparlante que afirmaba representar a la «Organización de los Oprimidos», justificándolos como una respuesta a las declaraciones del presidente norteamericano Ronald Reagan tras la liberación de los últimos 39 rehenes estadounidenses del vuelo 847 de TWA –cuyo secuestro fue reivindicado por un grupo de nombre similar al anterior y vinculado a Hezbolá–, en las cuales advertía de su determinación de tomar represalias contra los terroristas. El ataque se relacionó también con la reciente condena en España de dos chiitas a 23 años de prisión por la agresión a un diplomático libio en el año anterior.
Los atentados contra las aerolíneas de Madrid han sido atribuidos desde varias fuentes a Fatah-RC, la organización palestina fundada por Abu Nidal.